# Sant Antoni de Lladorre
Sant Antoni de Lladorre és una obra de Lladorre (Pallars Sobirà) protegida com a Bé Cultural d'Interès Local.

## Descripció
L'oratori de Sant Antoni de Pàdua està ubicat dins la paret de marge del camí que anava a Boldís Jussà a Lladròs i a Ginestarre.
L'oratori o pedronet de Sant Antoni de Pàdua és una mena de columna feta de pedra. Té un graó de 35 cm d'alt i 56 cm d'ample sobre el qual s'assenta l'oratori de 117 cm d'ample, 250 cm d'alt i 80 cm de fons. A la cara frontal hi ha una fornícula de 60 cm d'ample, 70 cm d'alt i 65 cm de fons. Està construït amb pedra del país lligada amb morter de calç. La coberta d'aquesta construcció és a doble vessant amb lloses de pissarra. La fornícula està restaurada amb formigó i hi ha un mil·lèsima amb la data 1955. Presenta la imatge de Sant Antoni vestit de franciscà amb el Nen a coll.

## Història
L'oratori va ser malmès durant la Guerra Civil i restaurat al 1955.